# ريتش ذا كيد
ديمتري ليزلي روجر (مواليد 13 يوليو 1992)، المعروف باسم ريتش ذا كيد (بالإنجليزية Rich the Kid)، هو مغني راب وكاتب أغاني أمريكي. تم توقيعه حاليًا على تسجيلات ريبابليك، أصدر ألبومه الاستوديو الأول، ذا ورلد إز يورز، في 30 مارس 2018. صدر ألبومه الثاني، ذا ورلد إز يورز 2، في 22 مارس 2019. أصدر ألبومه الاستوديو الثالث، بوس مان، في 13 مارس 2020.

## حياة سابقة
وُلد ديمتري ليزلي روجر في كوينز في 13 يوليو 1992. هو من أصل هايتي ونشأ يتحدث الكريولية الهايتية بطلاقة. بعد طلاق والديه، انتقل روجر مع والدته إلى وودستوك، بجورجيا، وهي ضاحية على بعد 30 دقيقة شمال أتلانتا، عندما كان في الثالثة عشرة من عمره.
قال ريتش ذا كيد إنه نشأ وهو يستمع إلى ناز وجاي-زي و2باك ونوتوريوس بي. آي جي. و50 سنت ، ولكن بعد الانتقال إلى وودستوك، بدأ في الاستماع إلى تي. آي. ويونغ جيزي. كان اسمه الأول في موسيقى الراب بلاك بوي دا كيد،  لكنه غيره لاحقًا إلى ريتش ذا كيد. درس في إلمونت ميموريال جونيور - المدرسة الثانوية العليا في إلمونت، نيويورك.

## ديسكغرفيا
- ذا ورلد إز يورز (2018)
- ذا ورلد إز يورز 2 (2019)
- بوس مان (2020)

## روابط خارجية
- الموقع الرسمي